# Jack Dempsey
William Harrison "Jack" Dempsey (24 tháng 6 năm 1895 - 31 tháng 5 năm 1983), biệt danh Kid Blackie, và The Manassa Mauler, là một võ sĩ quyền Anh chuyên nghiệp đã thi đấu từ năm 1914 đến năm 1927, và là nhà vô địch hạng nặng thế giới từ năm 1919 đến năm 1926. Ông là một biểu tượng văn hóa của những năm 1920, phong cách chiến đấu hung hãn và sức đấm đặc biệt của mình đã khiến ông trở thành một trong những võ sĩ quyền Anh được yêu thích nhất trong lịch sử. Nhiều trận đánh của ông đã lập kỷ lục về tài chính và tham dự, bao gồm cả số trận có mức tài chính 1 triệu đô la Mỹ đầu tiên. Dempsey là người tiên phong trong việc truyền hình trực tiếp các sự kiện thể thao nói chung, và các trận đấu quyền anh nói riêng.
Dempsey được xếp hạng thứ mười trong danh sách những võ sĩ hạng nặng giỏi nhất mọi thời đại của tạp chí The Ring và thứ bảy trong Top 100 tay đấm vĩ đại nhất của tạp chí này vàtrong năm 1950, hãng tin AP bầu chọn ông là võ sĩ vĩ đại nhất trong 50 năm qua. Ông là một thành viên của Đại sảnh Danh vọng Quyền Anh Quốc tế, và đã từng ở trong Đại sảnh Danh vọng Quyền Anh trước đó.